# Rookie – Fast platt
Rookie – Fast platt ist eine deutsche Filmparodie aus dem Jahre 2011, die bereits 2009 abgedreht wurde. Der Film gehört zur Funny-Movie-Reihe.

## Handlung
Rookie soll nach einer gescheiterten Boxerkarriere nach Mickrigs Sohn Sam, der in Vietnam als vermisst gemeldet wurde, suchen und verliebt sich dabei in Sara.

## Besetzung
| Schauspieler      | Rollenname          | Bemerkungen                                                 |
| ----------------- | ------------------- | ----------------------------------------------------------- |
| Axel Stein        | Rookie              | Anlehnung an Rocky Balboa                                   |
| Jürgen Tonkel     | Mickrig             | Boxtrainer, Anlehnung an den Namen Micky, Rockys Trainer    |
| Rüdiger Brans     | Sam                 |                                                             |
| Sarah Tkotsch     | Sara                |                                                             |
| Reiner Schöne     | Lou Tennant         | Namensanspielung an Lieutenant                              |
| Antoine Monot Jr. | Hau Dhen Po         | Namensanspielung an Hau' den Po                             |
| Ross Antony       | Mexikaner           | Cameo-Auftritt                                              |
| Wolf Roth         | Ed Mirral           | Namensanspielung an Admiral                                 |
| Matze Knop        | Soldat Bruce        | Deutscher Comedian in einer seiner Rollen als Bruce Darnell |
| Stefan Gödde      | Nachrichtensprecher |                                                             |
| Fabian Siegismund | Oberstleutnant      |                                                             |
| Deborah Müller    | Tischdame           |                                                             |

## Trivia
- Parodiert werden Szenen bzw. Filmfiguren aus Filmen wie Forrest Gump, Rocky Balboa, Rambo, Jäger des verlorenen Schatzes, Predator, Star Trek, Spider Man und Der Zauberer von Oz.
- Außerdem wird Bruce Darnell von Matze Knop parodiert.
- Axel Stein spielte als einziger Schauspieler schon in zwei weiteren Funny-Movie-Teilen. Dies ist seine dritte FM-Produktion.
- Axel Stein und Jürgen Tonkel haben 10 Jahre lang zusammen bei Hausmeister Krause gespielt.
- Die Übersichtskarte im Fahrstuhl parodiert die Karte im Haus das Verrückte macht aus Asterix erobert Rom
- Fabian Siegismund, ein ehemaliger Redakteur des Computerspielemagazins GameStar, hat einen Gastauftritt.
- Galileo-Moderator Stefan Gödde spielt eine kleine Nebenrolle als Nachrichtensprecher in Vietnam.

## Kritik
„Wer sehen will, wie man US-Vorbilder erbärmlich und weitgehend talentfrei kopiert, sollte hier unbedingt einschalten.“